# 십팔기 (현대)
현대의 십팔기는 대한십팔기협회의 약칭이다. 《무예도보통지》(武藝圖譜通志)에 실린 십팔기를 북창 정염선생의 용호비결을 바탕으로 이어져내려온 도가문중에서 수련한 해범 김광석선생이 이를 해제한 단체이다. 1970년부터 십팔기도장을 개원하여 1977년 대한십팔기협회를 설립하고 1981년 문교부에 사회단체로 등록함.  대한십팔기협회를 중심으로 생활체육으로서 일반에게 보급되고 있다.

## 관련 서적
- 심우성 해제, 김광석 실연, «무예도보통지 실기해제»(서울: 동문선, 1987)
- 김광석 지음, «권법요결»(서울: 동문선, 1992)
- 김광석 지음, «본국검»(서울: 동문선, 1995)
- 최복규 지음, «무예 십팔기»(서울: 초록배매직스, 2001)
- 김광석 지음, «조선창봉교정»(서울: 동문선, 2002)
- 박창정 지음, «무예도보통지주해»(서울: 동문선, 2007)
- 최복규 지음, «(한국의 전통 무예) 십팔기»(서울: 이화여자대학교 출판부, 2008)

## 같이 보기
- 십팔기
- 24반무예
- 무예24기
- 마상6기